# Włocławek
Włocławek (uttal: /vwɔˈʦwavɛk/ lyssna (fil); tyska: Leslau) är en stad i vojvodskapet Kujawy-Pomorze i mellersta Polen. Den är belägen vid floden Wisła, omkring 140 kilometer nordväst om Warszawa. Staden har cirka 105 000 invånare och en yta på 84,8 km².

## Historia
Włocławek var biskopssäte på 1000-talet och inlemmades 1256 i Storpolen, där den var bland de tidigast utvecklade städerna. Den blev en viktig handelsplats på grund av sitt läge vid den stora stråkväg som leder från Wisłas dalgång västerut till floden Noteć och därmed vidare till Oder. Stadens äldsta gotiska byggnad är Sankt Witalis-kyrkan från 1330, och här finns även en katedral byggd 1340–1411, med ett gravmonument över biskop Moszynski  av Veit Stoss. Nicolaus Copernicus studerade i Włocławek åren 1488–1491.
År 1703, under stora nordiska kriget, besattes och befästes staden av en svensk styrka under Lilliehöök. Den 18 december 1707 började Karl XII:s armé övergå Wisła på en vid Włocławek slagen bro, som dock snart förstördes av isgången, varefter armén den 30 december i stället gick över den då tillfrusna floden.
Under första världskriget besattes Włocławek av tyskarna den 10 augusti 1914, och från den 22 september befäste de platsen. Den 10–13 november samma år slog tyska 9:e armékåren under August von Mackensen delar av den ryska 1:a armén under Paul von Rennenkampf vid staden. Under andra världskriget besattes staden av tyskarna 1939 och blev en del av Regierungsbezirk Hohensalza. Den erövrades 1945 av Röda armén.

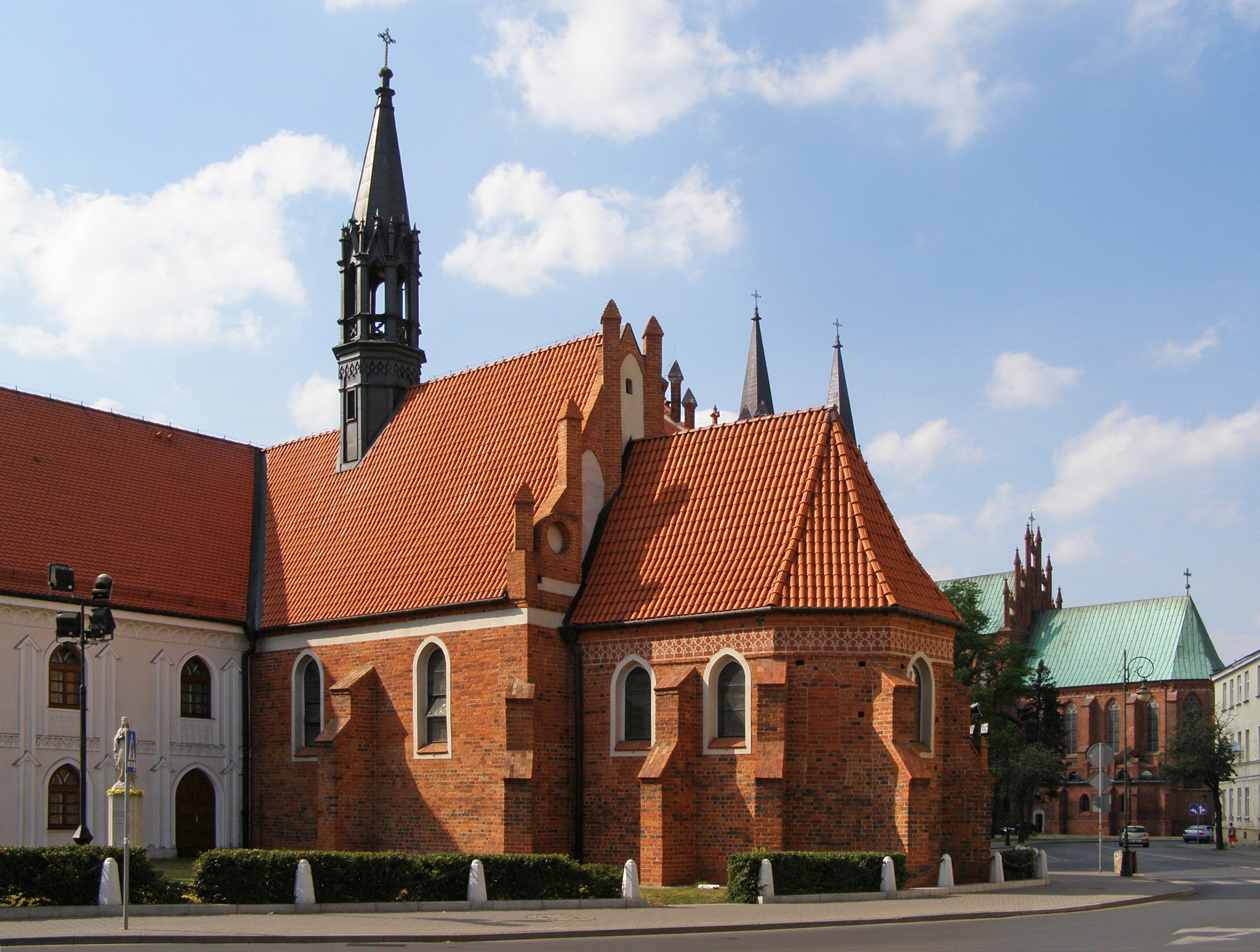
Sankt Witalis-kyrkan.
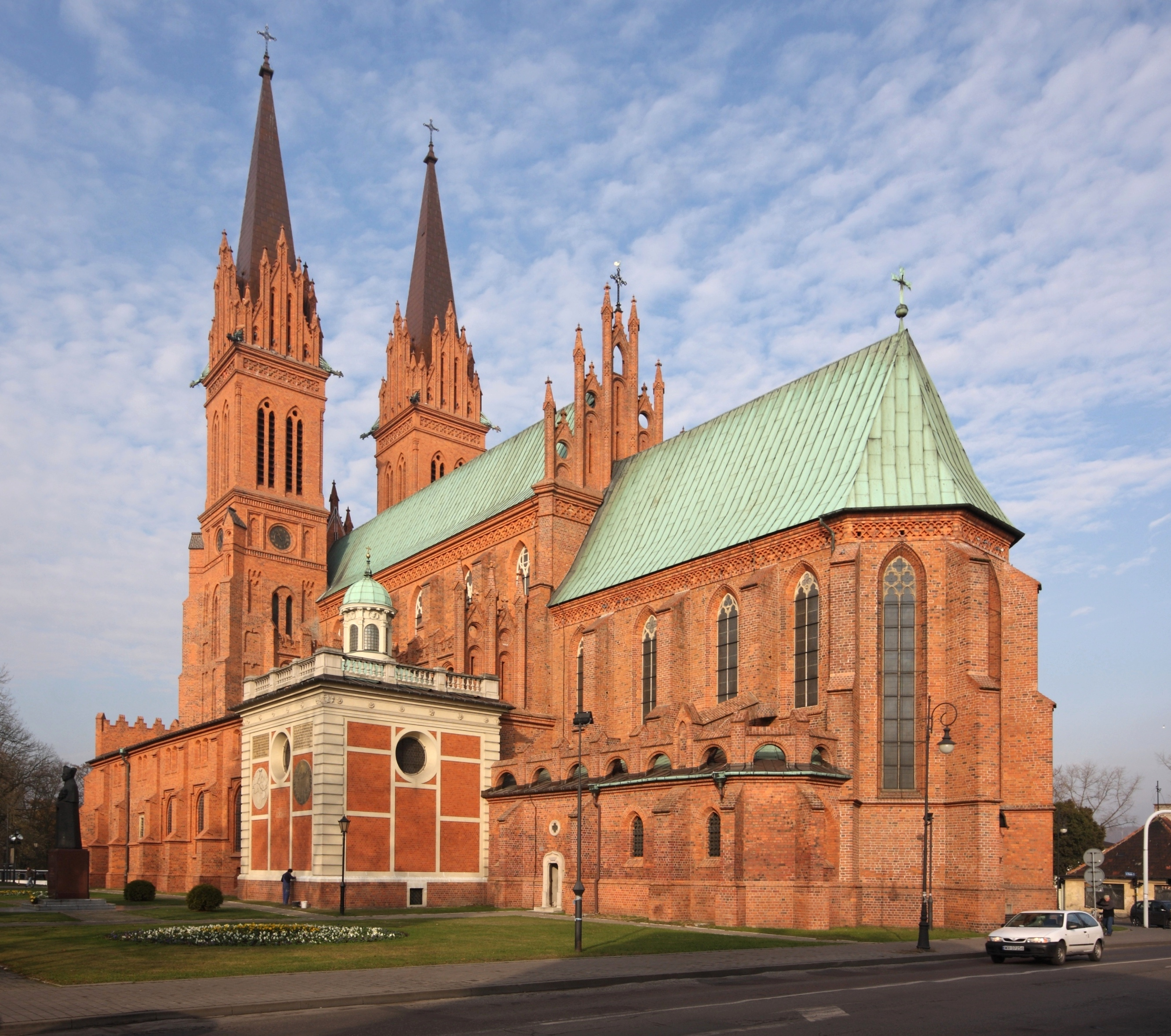
Katedralen.